# Тюхиничи
Тюхи́ничи (бел. Цюхі́нічы) — деревня в Брестском районе Брестской области Белоруссии. Входит в состав Мотыкальского сельсовета.

## География
Деревня Тюхиничи расположена в 2 км к северу от северных окраин города Брест, от которых она отделена долиной реки Лесная. Сама река протекает по восточным и южным окраинам деревни. С запада примыкает деревня Старое Село, с севера — Ковердяки. Тюхиничи — важный узел автомобильных дорог, рядом с деревней от северного брестского полукольца ответвляется автодорога Р16. С ней в деревне пересекается местная дорога Н-456 Скоки — Тюхиничи — Вистычи. В трёх километрах к западу от деревни находится ж/д платформа Прибужье (линия Белосток — Брест).

## История

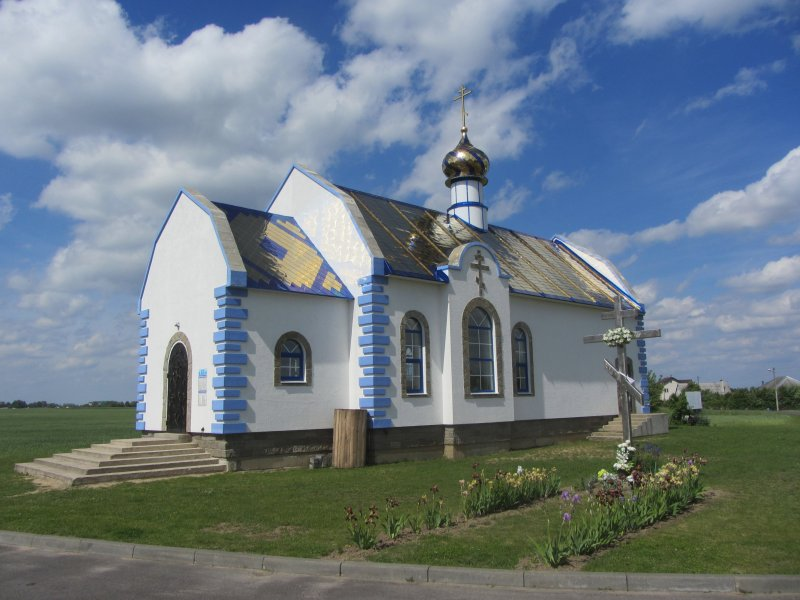
Церковь Владимирской иконы Божией Матери

Деревня известна с XIX века, была центром имения, находящегося с государственной собственности, в 1870 году являлась центром сельского общества. По переписи 1897 года в деревне было 37 дворов, работали мельница, школа грамоты, хлебозапасный магазин, кузница и трактир.
В 1905 году в деревне Мотыкальской волости Брестского уезда Гродненской губернии насчитывался 341 житель, неподалёку от деревни находилось имение (54 жителя).
В Первую мировую войну с 1915 года деревня оккупирована германскими войсками. Согласно Рижскому мирному договору (1921) Тюхиничи вошли в состав межвоенной Польши, где принадлежали гмине Мотыкалы Брестского повета Полесского воеводства. В 1921 году деревня насчитывала 30 домов. С 1939 года в составе БССР, была центром сельсовета.
В Великую Отечественную войну погибли 11 сельчан. В 1959 году Тюхиничский сельсовет упразднён, его территория присоединена к Мотыкальскому сельсовету.
В 2000—2010-х годах деревня активно застраивалась частными домами.
18 июля 2024 года изменены границы деревни Тюхиничи Мотыкальского сельсовета Брестского района Брестской области, в её черту включён земельный участок площадью 0,0142 га.

## Население
На 1 января 2018 года насчитывалось 747 жителей в 271 хозяйстве, из них 190 младше трудоспособного возраста, 417 — в трудоспособном возрасте и 140 — старше трудоспособного возраста.

## Инфраструктура
В деревне имеется врачебная амбулатория, магазины, кафе. Есть небольшая промзона к западу от деревни, ферма КРС.

## Достопримечательность
- К югу от деревни расположена усадьба Рыньковка.
- В 2018 году освящена церковь Владимирской иконы Божией Матери[6].